# Sorin Adam Matei
Sorin Adam Matei este un universitar american de origine română, născut la Brașov în 1965. În prezent este prodecan pentru cercetare al Colegiului de Arte Liberale și profesor la Universitatea Purdue din Indiana (Statele Unite). A studiat istoria la Universitatea București, cu o aprofundare în studii est europene la Budapesta, în cadrul programului din străinătate al Universităților Californiei și Wisconsinului. A mai studiat la universitățile americane Tufts (masterat) și Californiei de Sud (USC) (doctorat).
Este specialist în sociologia comunicațiilor și a culturii, analist al relațiilor dintre forțele sociale și fenomenul cultural. Dupa 2020 s-a dedicat studiilor dedicate îmbinarii inteligenței artificiale cu științele sociale cu aplicații strategice militare, creind inițiativa FORCES. 
A publicat articole științifice dedicate apariției și răspândirii formelor de comunicație și socialitate virtuale și este autorul unei serii de cercetări inovatoare despre impactul reprezentărilor mentale asupra percepției spațiilor sociale și ale celuilalt. Sorin Adam Matei este autorul unei analize detaliate a rolului grupurilor intelectuale în modelarea socieții post/pașoptiste românești. A lansat în cultura română conceptele de paramodernitate și grupuri de prestigiu. Volumul său "Boierii minții" a marcat un moment important în dezbaterea de idei despre evoluția modernității românești chestionând succesul tranziției post-comuniste în lumea culturală.

## Scrieri
- "Structural Differentiation in Social Media" - Springer Nature
- "Transparency in social media" - Springer Nature.
- "Roles, trust, and reputation in social media knowledge markets" - Springer Nature.
- "Ethical Reasoning in Big Data" - Springer Nature.
- "Social and Digital Media Regulation" - Palgrave
- "Boierii minții - Intelectualii români între grupurile de prestigiu și piața liberă a ideilor", Editura Compania, Colecția "Altfel".[3]
- "Idolii Forului Arhivat în 27 mai 2010, la Wayback Machine., coordonatori Sorin Adam Matei și Mona Momescu, Editura Corint. [4]
- Idei de Schimb. Editura Institutul European.
- Virtual Sociability. Ubimark books / Ideagora.
- Lucrări științifice de Sorin Adam Matei. Google Scholar
- Lucrări publicate in revista National Interest

## Titluri academice
- Licența, Universitatea București, Istorie-Filosofie (București, România).
- Certificat de studii aprofundate, Studii Est Europene, University of California/University of Wisonsin Education Abroad Program (Budapesta, Ungaria).
- Master of Arts, Relații Internaționale, The Fletcher School of Law and Diplomacy, Tufts University (Boston, MA).
- PhD, Științele Comunicării, Annenberg School for Communication, University of Southern California (Los Angeles, CA).

## Alte activități
Este membru al comitetului executiv al initiativei Citizendium, pornită de Larry Sanger, confondatorul Wikipediei.
Este corespondent, realizator și comentator invitat pentru BBC World Service (secția română) și comentator săptămânal pentru Adevărul.
Publică două bloguri (în limba română și în limba engleză). A lansat inițiativele "Imp.UnWiki", o enciclopedie de tip wiki a culturii moderne române, și "La noi", un ghid și o istorie locală a localităților României scrise de locuitorii acestora.